# شیر تو شیر (فیلم ۱۳۹۰)
شیر تو شیر فیلمی به کارگردانی ابراهیم فروزش و نویسندگی مشترک ابراهیم فروزش و محمد میرعلی‌اکبری محصول سال ۱۳۹۰ است.
این فیلم ۶ دی ١٣٩٠ در سینماهای سراسر کشور اکران شد. 

## خلاصه داستان
فیلم شیر تو شیر، داستان فضل‌الله است  که هنگام  زایمان همسرش را از دست می‌دهد. بچه او تنها از شیر آدمیزاد می‌خورد و همین اتفاق سرآغاز ماجرای این فیلم در یک روستاست.

## بازیگران
- مائده طهماسبی
- لیلا اوتادی
- ستاره اسکندری
- هدایت هاشمی
- لیلا خلیلی خو
- زهرا حق گو سخن
- حسین قاسمی هنر
- آذر فرامرزی